# Hermann von Arnswaldt

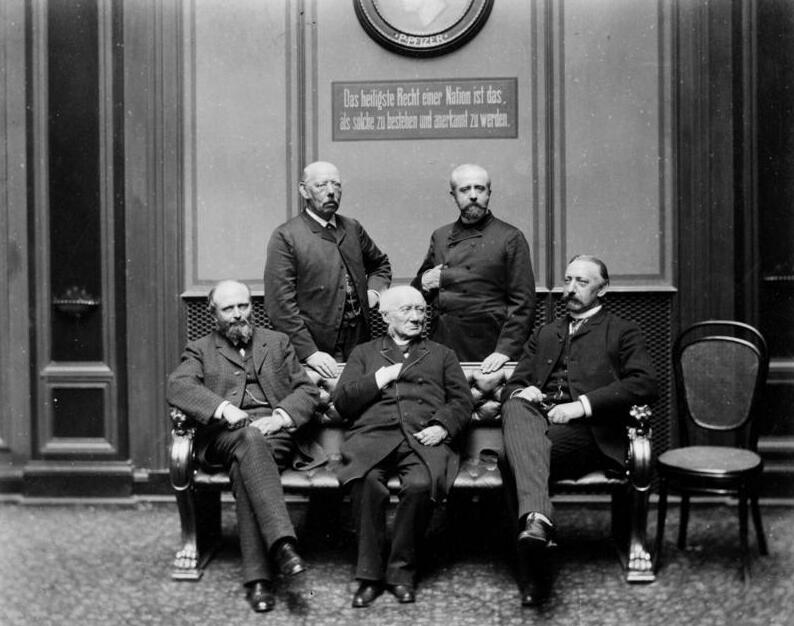
Abgeordnete der DHP-Gruppe um Ludwig Windthorst im Reichstagsgebäude, ca. 1889, 1. Reihe -sitzend- :Freiherr Heinrich Langwerth von Simmern, Ludwig Windthorst (Mitte), Baron v. Werner von Arnswaldt-Böhme, 2. Reihe – stehend: Baron Hermann von Arnswaldt-Hardenbostel, Georg von der Decken

Hermann Philipp Adolf Karl von Arnswaldt (* 21. Juni 1841 in Hannover; † 10. April 1910 in Berlin) war Offizier, Landwirt und Mitglied des deutschen Reichstags.

## Leben
Hermann von Arnswaldt entstammt dem thüringischen Adelsgeschlecht von Arnswaldt. Er war der jüngste Sohn von August von Arnswaldt. Arnswaldt war bis 1865 Offizier in der Königlich Hannoverschen Kavallerie. Später widmete er sich der Bewirtschaftung seines Gutes Hardenbostel und war mit landwirtschaftlichen und kommunalen Angelegenheiten beschäftigt. Außerdem unternahm er umfangreiche Reisen.
Zwischen 1881 und 1903 war er Mitglied des Deutschen Reichstages für den Wahlkreis WK Provinz Hannover 6 Syke, Verden und die Deutsch-Hannoversche Partei als Hospitant beim Zentrum.
Er heiratet am 18. Juni 1865 Mary Auguste Adelheid von Elern (5. September 1843 in Osnabrück; † 27. Februar 1892 in Hardenbostel). Das Paar hatte mehrere Kinder:
- Maria Theresia Anna Agnes Sophie (* 18. November 1866) ⚭ 1894 Charles Ruhge (* 1860), Farmer in den USA
- Ernst August (* 1. Dezember 1867; † 5. Juli 1938), Kaufmann auf Hawaii ⚭ Albertine Amalie Pralle (* 4. November 1860; † 12. Februar 1936)
- Georg Carl Anton Julius Adolf (* 19. September 1870; † 15. Januar 1871)
- Wolff Ehrenreich (* 13. November 1872; † 7. Februar 1906) ⚭ 1905 Anna Höhne (* 5. Juni 1882; † 15. März 1953)
- Elisabeth Anna Therese (* 25. Mai 1874; † 17. Januar 1876)
- Hans August Julius Albert (* 21. März 1875; † 25. Februar 1925), Farmer ⚭ 1903 Friederike Bruckner (* 1882; † Februar 1945)
- Ilse Elisabeth Anna Henriette Amalie Erna (* 2. Mai 1876) ⚭ Martin Frehse (* 10. November 1870; † 18. Juni 1955), Privatdozent
- Willy Carl Erich Ludwig (* 27. April 1877; † 28. Mai 1946) ⚭ Elisabeth Klees (* 10. März 1886; † 13. Januar 1961)
- Anton Walter August George Gottfried (* 1. Dezember 1878; † 12. September 1948) ⚭ 1916 Nelly Hunter
- Agnes Anna Elisabeth Maria (* 26. April 1880; † August 1880)
- Alexander August Adolf Hermann (* 20. Mai 1882; † 9. Juli 1939) ⚭ 1909 Hilda Keanuokapulani Moku (* 24. Dezember 1878; † 12. April 1955)

in zweiter Ehe seit 1894 mit Bertha von Arnswaldt verw. Giesenberg, verw. gewesene Andreae, geb. Holland, (* 3. Februar 1850; † 12. Juli 1919) die Ehe blieb kinderlos.
Er führte den nicht offiziell verliehenen Titel Baron.